# Zdeněk Kletečka
Pplk. Zdeněk Kletečka (*26. prosince 1922 Plzeň) byl československý důstojník a partyzánský velitel z období druhé světové války.

## Život

### Před druhou světovou válkou
Zdeněk Kletečka se narodil 26. prosince 1922 v Plzni. Studium na Vojenském gymnáziu v Moravské Třebové mu přerušila německá okupace v březnu 1939, maturitu byl nucen si dodělat až v květnu 1941 na reálném gymnáziu v Hradci Králové.

### Druhá světová válka
Zdeněk Kletečka nastoupil v říjnu 1941 v Týně nad Vltavou k Vládnímu vojsku, což byla i cesta jak se vyhnout nucenému nasazení. Po absolvování kurzu důstojnického sboru byl v říjnu 1943 povýšen do hodnosti poručíka a stal se tím nejmladším důstojníkem vládního vojska. Sloužil v Kostelci nad Orlicí a Rychnově nad Kněžnou. V květnu 1944 byl s jednotkou odvelen do severní Itálie. Zde 18. června téhož roku držel s dalšími devíti muži stráž na železničním mostě v Sant´Antoninu di Susa západně od Turína, ze které všichni po fingovaném partyzánském přepadu sběhli. Následně založil československou partyzánskou skupinu o téměř šedesáti bývalých příslušnících vládního vojska, jehož jádro tvořili muži jeho původní jednotky. V přípravě byli další dezerce, ale jednotka byla německým velením přesunuta do Milána. Skupina organizovala útoky na železniční mosty (Sant´Antonino di Susa), lokomotivy (Borgone Susa), městečka (Bussoleno). Právě po útoku na Bussoleno musela v červenci 1944 ustoupit přes hory do údolí Viú, kde se spojila se skupinou Jaroslava Ptáčka. Zde působila do konce srpna 1944, kdy byla nucena se přesunout do Francie. Zde byli její příslušníci společně s dalšími zařazeni do Československé samostatné obrněné brigády. Sám Zdeněk Kletečka prodělal několikaměsíční tankový výcvik ve Velké Británii a do konce druhé světové války již do bojů nezasáhl.

### Po druhé světové válce
Po skončení druhé světové války zůstal Zdeněk Kletečka v armádní službě a do výslužby odešel v hodnosti podplukovníka v sedmdesátých letech dvacátého století. Po roce 1989 žil v Karlových Varech v domově pro válečné veterány.

## Vyznamenání
- Československý válečný kříž 1939
- Československá medaile za zásluhy I. stupně
- Pamětní medaile československé armády v zahraničí
- Odznak Československého partyzána